# Долгов, Иван Илларионович
Ива́н Илларио́нович Долго́в  (1920—1995) — участник Великой Отечественной войны, старший лётчик 715-го Каменец-Подольского Краснознамённого штурмового авиационного полка (136-я штурмовая Нижнеднестровская ордена Суворова авиационная дивизия, 10-й штурмовой авиационный корпус, 17-я воздушная армия, 3-й Украинский фронт), лейтенант, Герой Советского Союза.

## Биография
Родился 15 апреля 1920 года в селе Большая Грибановка (ныне — районный центр Воронежской области посёлок городского типа Грибановский) в крестьянской семье. Русский.
Окончил восемь классов школы и два курса электротехникума. В 1936 году вместе с семьёй переехал в Москву, где окончил школу ФЗУ и работал электромонтёром на реконструкции мостов. Одновременно учился в аэроклубе.
В Красной Армии с 10 декабря 1939 года. В июле 1941 года окончил Борисоглебскую военную авиационную школу пилотов и в звании сержанта и был направлен в Забайкальский военный округ. Служил в Чите и в Монгольской Народной Республике, летал на самолёте «И-153» в 70-м истребительном авиаполку в составе 37-й и 87-й смешанных авиадивизий, а затем на «У-2» в 846-м легко-бомбардировочном полку 12-й воздушной армии.
В Великой Отечественной войне принимал участие с августа 1943 года. Сражался на Воронежском, 1-м Украинском и 3-м Украинском фронтах. Член ВКП(б)/КПСС с 1944 года.
В составе 2-й воздушной армии Долгов принимал участие в поддержке войск фронта на киевском направлении и в битве за Днепр; в Киевской наступательной операции и освобождении Киева; Киевской оборонительной операции; Житомирско-Бердичевской операции; Корсунь-Шевченковской операции; Проскуровско-Черновицкой операции. В мае 1944 года 715-й ночной ближнебомбардировочный полк был выведен из состава 208-й дивизии и отправлен в тыл для переобучения лётного состава на штурмовики «Ил-2». После переобучения и укомплектования самолётами 715-й полк стал именоваться 715-м штурмовым авиационным и с августа 1944 года воевал в составе 136-й штурмовой авиационной дивизии 17-й воздушной армии на 3-м Украинском фронте. После этого И. И. Долгов участвовал в Ясско-Кишиневской стратегической операции и освобождении Молдавии, Белградской наступательной операции по освобождению восточной и южной части Югославии и её столицы Белграда; Будапештской стратегической наступательной операции; Балатонской оборонительной операции; Венской стратегической операции.
К февралю 1945 года лейтенант И. И. Долгов совершил 257 боевых вылетов (165 боевых вылетов на самолёте «По-2» ночью и 92 боевых вылета на самолёте «Ил-2») на уничтожение оборонительных сооружений, скоплений танков, артиллерийских позиций, живой силы и техники противника.
После Долгов продолжал службу на должности командира эскадрильи 232-го штурмового авиационного полка в Львовском и Прикарпатском военных округах с дислокацией в городе Луцк. В 1955 году окончил Военно-воздушную академию. После академии служил в штабе ВВС Северо-Кавказского военного округа в городе Ростов-на-Дону.
С 1961 года полковник И. И. Долгов — в запасе. Жил в городе Ростов-на-Дону, работал начальником штаба гражданской обороны инженерно-строительного института.
Умер 20 октября 1995 года. Похоронен в Ростове-на-Дону.

## Награды
- Указом Президиума Верховного Совета СССР от 29 июня 1945 года за мужество и героизм, проявленные при нанесении бомбовых и штурмовых ударов по противнику лейтенанту Долгову Ивану Илларионовичу присвоено звание Героя Советского Союза с вручением ордена Ленина и медали «Золотая Звезда» (№ 6897).
- Награждён также двумя орденами Красного Знамени (31.01.1945; 24.05.1945), двумя орденами Отечественной войны 1-й степени (1944, 1985), орденом Отечественной войны 2-й степени (1944), орденом Красной Звезды (1955), медалями «За боевые заслуги» (1951), «За освобождение Белграда», «За взятие Будапешта», «За взятие Вены», «За освобождение Праги», «За победу над Германией», «ХХХ лет СА и ВМФ».

## Мемуары
- Долгов И. И. Записки военного летчика. — Ростов-на-Дону: Книжное издательство, 1989. — 191 с. — ISBN 5-7509-1218-3.

## Память

Памятная доска в Ростове-на-Дону

- В 2010 году Издательским центром «Марка» был выпущен почтовый конверт России, посвященный И. И. Долгову.
- В Ростове-на-Дону на доме, где жил герой, установлена мемориальная доска.